# Морено, Марио
Ма́рио Эдуа́рдо Бу́ргос Море́но (исп. Mario Eduardo Moreno Burgos; 31 декабря 1935, Сантьяго — 2 марта 2005, Сантьяго) — чилийский футболист, игравший на позиции полузащитника. Бронзовый призёр чемпионата мира (1962).

## Биография

### Клубная карьера
Морено большую часть футбольной карьеры играл за «Коло-Коло», в составе которого играл в течение 13 сезонов и выиграл три чемпионских титула, а также Кубок Чили 1958 года. В составе этой команды Морено сыграл в чемпионате 282 матча, в которых забил 91 гол.
В 1968 году Морено перешёл в клуб «Аудакс Итальяно», в котором играл в течение трёх сезонов. В этом же клубе Морено завершил карьеру игрока в 1970 году в возрасте 35 лет.

### Карьера в сборной
В составе сборной Чили Морено принимал участие на чемпионате Южной Америки 1957 года, на котором чилийцы остались без медалей.
В 1962 году Морено был в заявке сборной Чили на домашнем чемпионате мира, где сыграл в матче группового этапа со сборной ФРГ; матч закончился победой западных немцев со счётом 2:0. Всего за сборную Чили сыграл 26 матчей, в которых забил 3 гола.

### Смерть
Скончался 2 мая 2005 года в Сантьяго в возрасте 69 лет после продолжительного онкологического заболевания.

## Достижения
Коло-Коло
- Чемпион Чили (2): 1956, 1960, 1963
- Обладатель Кубка Чили (1): 1958